# Carano
Carano é uma comuna italiana da região do Trentino-Alto Ádige, província de Trento, com cerca de 951 habitantes. Estende-se por uma área de 13 km², tendo uma densidade populacional de 73 hab/km². Faz fronteira com Aldino (BZ), Trodena (BZ), Daiano, Cavalese, Anterivo (BZ), Castello-Molina di Fiemme.